# Хипогонадизам
Хипогонадизам је  стање које се карактерише смањеном функционалном активношћу гонада – тестиса или јајника, које може довести до смањене секреције полних хормона. Низак ниво андрогена (нпр. тестостерона) назива се хипоандрогенизам, а низак ниво естрогена (нпр. естрадиола) хипоестрогенизам. Ови фактори су одговорни за примећене знаке и симптоме и код мушкараца и код жена.
Хипогонадизам, који се обично назива симптом „ниског нивоа тестостерона“ или „низак Т“, такође може смањити ниво других хормона које луче гонаде, укључујући прогестерон, ДХЕА, антимилеров хормон, активин и инхибин. Развој сперматозоида (сперматогенеза) и ослобађање јајне ћелије из јајника (овулација) могу бити нарушени хипогонадизмом, што, у зависности од степена тежине стања, може довести до делимичне или потпуне неплодности.
У јануару 2020. године, Амерички колеџ лекара издао је клиничке смернице за лечење хипогонадизма тестостероном код одраслих мушкараца код којих је низак ниво тестостерона повезан са старењем. Смернице подржава Америчка академија породичних лекара. Смернице укључују разговоре са пацијентима о лечењу сексуалне дисфункције тестостероном, годишњу процену пацијента у вези са могућим значајним побољшањем и, ако га нема, прекид лечења тестостероном. Код овох особа лекари би требало да размотре интрамускуларне третмане, а не трансдермалне третмане, због трошковачињенице да су ефикасност и штетност обе методе сличне или се лечење тестостероном из разлога код којих нису могућа побољшања сексуалне дисфункције можда не препоручује.

## Епидемиологија
Хипергонадотропни хипогонадизам је чешћи код мушкараца него код жена, јер је учесталост Клајнфелтеровог синдрома (најчешћи узрок примарног хипогонадизма код мушкараца) већа од учесталости Тарнеровог синдрома (најчешћи узрок хипогонадизма код жена). Учесталост хипогонадотропног хипогонадизма је подједнака код мушкараца и жена.
Хипогонадизам се може јавити у било ком узрасту; међутим, последице се разликују у зависности од узраста у којем се јавља:
- Ако се хипогонадизам јави пренатално (чак и ако је непотпун), може доћи до сексуалне двосмислености.
- Ако се хипогонадизам јави пре пубертета, пубертет не напредује.
- Ако се хипогонадизам јави након пубертета, настаје неплодност и сексуална дисфункција.

## Класификација
Недостатак полних хормона може довести до дефектног примарног или секундарног сексуалног развоја или ефеката одвикавања (нпр. превремена менопауза) код одраслих. Дефектан развој јајне ћелије или сперматозоида доводи до неплодности. 
Термин хипогонадизам обично значи трајне, а не пролазне или реверзибилне дефекте и обично подразумева недостатак репродуктивних хормона, са или без дефекта плодности. Термин се ређе користи за неплодност без недостатка хормона. 
Постоји много могућих врста хипогонадизма и неколико начина за њихову категоризацију. Хипогонадизам такође категоришу ендокринолози према нивоу репродуктивног система који је нефункционалан. Лекари на основу мерења гонадотропина (ЛХ и ФСХ) разликују примарни од секундарног хипогонадизма. Код примарног хипогонадизму ЛХ и/или ФСХ су обично повишени, што значи да је проблем у тестисима (хипергонатропни хипогонадизам); док су код секундарног хипогонадизму нивои оба хормона нормални или ниска, што указује да је проблем у мозгу (хипогонатропни хипогонадизам).

## Терапија
Примарни или хипергонадотропни хипогонадизам код мушкараца се често лечи терапијом замене тестостероном ако не покушавају да доведу до трудноће.
Код краткорочне и средњорочне терапије замене тестостероном, ризик од кардиоваскуларних догађаја (укључујући мождане ударе и срчане ударе и друга срчана обољења) није повећан. Дугорочна безбедност терапије још увек није позната. Нежељени ефекти могу укључивати повишење хематокрита до нивоа који захтевају повлачење крви (флеботомију) како би се спречиле компликације од прекомерно густе крви. Понекад се јавља гинекомастија (раст груди код мушкараца). Коначно, неки лекари сматрају да се опструктивна апнеја у сну може погоршати терапијом тестостероном и да је треба пратити. 
Иако су историјски гледано мушкарци са ризиком од рака простате упозоравани на терапију тестостероном, то се показало као прертпоставка.
Још један третман за хипогонадизам је хумани хорионски гонадотропин (хЦГ). Његова примене стимулише ЛХ рецептор, чиме се подстиче синтеза тестостерона. Ова врста терапије неће бити ефикасно код мушкараца чији тестиси једноставно више не могу да синтетишу тестостерон (примарни хипогонадизам), а неуспех ХЦГ терапије је додатна подршка за постојање истинске тестикуларне инсуфицијенције код пацијента. Посебно је ова вреста терапије индикована код мушкараца са хипогонадизмом који желе да задрже своју плодност, јер не сузбија сперматогенезу (производњу сперматозоида) као што то чини терапија замене тестостероном. 
И за мушкарце и за жене, алтернатива замени тестостерона је лечење кломифеном (селективним модулатором рецептора естрогена (СЕРМ)) који се примењује у ниским дозама. Он може стимулисати тело да природно повећа нивое хормона, избегавајући неплодност и друге нежељене ефекте који могу настати услед директне терапије замене хормона. Кломифен блокира везивање естрогена за неке рецепторе естрогена у хипоталамусу, узрокујући повећано ослобађање гонадотропин-ослобађајућег хормона, а потом и ЛХ из хипофизе.   Генерално, кломифен нема нежељене ефекте у дозама које се користе у ову сврху.